# Denominação de Origem Protegida

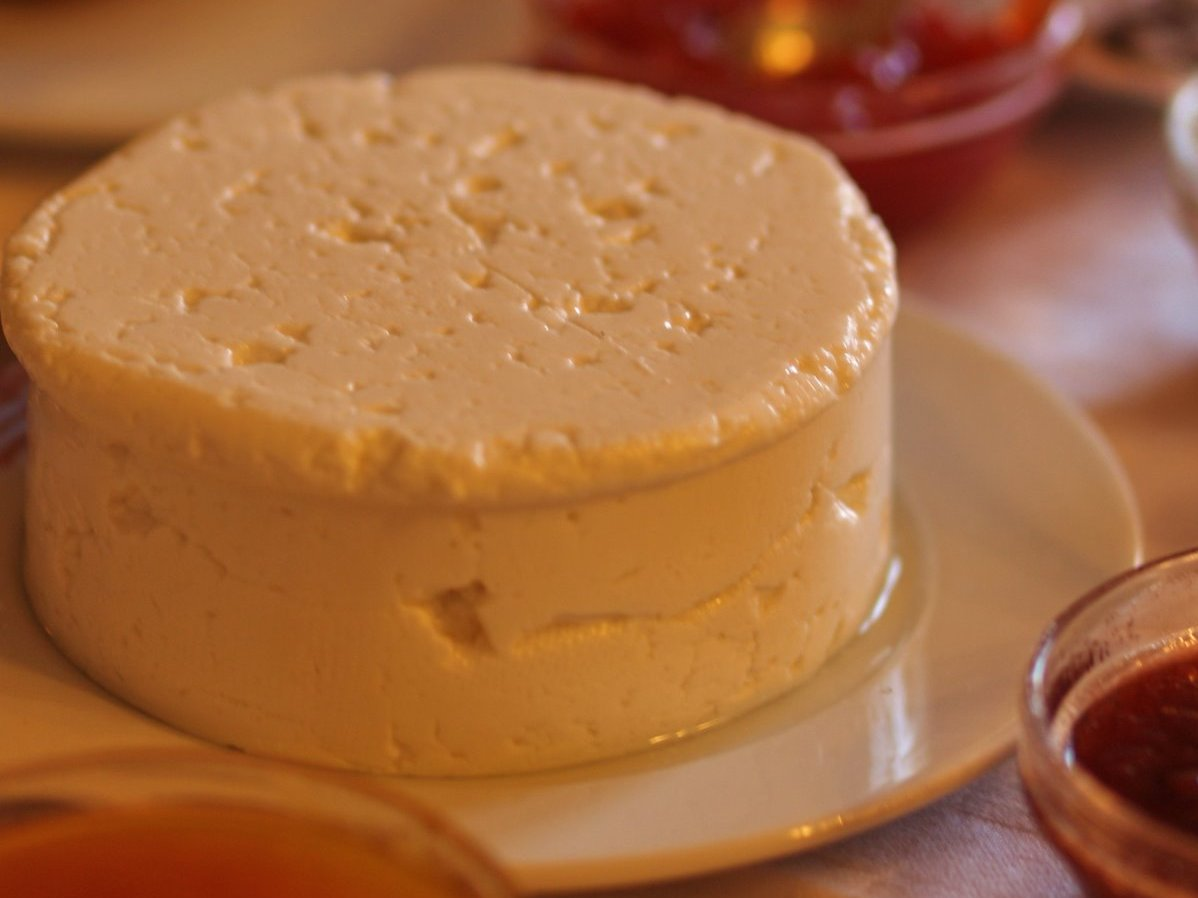
Frischer Queijo Rabaçal

Denominação de Origem Protegida (port. für: Geschützte Ursprungsbezeichnung), kurz DOP, ist das portugiesische Siegel für Produkte mit geschützter Ursprungsbezeichnung entsprechend dem EG-Recht. Es entspricht dem französischen AOP.
Es wurde 2011 eingeführt, als höchstes Gütesiegel oberhalb der bereits bestehenden Siegel und Herkunftsbezeichnungen des Landes.

## Produkte
Es sind 67 Produkte als geschützte DOP-Produkte bei der EU registriert (Stand Oktober 2015).
Darunter sind Käse, Olivenöle, Obst-, Gemüse-, Salz- und Honigsorten. Portugiesische Weine, Backwaren, und andere bekannte Spezialitäten sind nicht als DOP, sondern als DOC (Denominação de Origem Controlada, dt.: geschützte geografische Angaben/g.g.A.) herkunftsgeschützt.